# AéroConstellation
AéroConstellation est une zone industrielle spécialisée dans l'aéronautique située sur les communes de Blagnac, Beauzelle, Cornebarieu et Aussone créée pour accueillir le hall d'assemblage final de l'A380. Cette zone d'aménagement concerté est en contact direct avec l'aéroport de Toulouse-Blagnac et les autres usines d'Airbus autour de l'aéroport grâce à un réseau de taxiways construit pour l'occasion. Mais AéroConstellation n'est pas limitée à Airbus et accueille également d'autres entreprises (certaines sont sous-traitantes pour le constructeur d'avions).
Accès par la Ligne T1 Tisseo et sa station Aéroconstellation.

## Histoire
- 1999 : première évocation du site d'AéroConstellation comme possible site d'accueil pour les futures usines de l'A380[2];
- 7 décembre 2001 : le dossier de réalisation de la ZAC approuvé par le Conseil de la Communauté d’Agglomération du Grand Toulouse;
- Décembre 2001 : début des travaux;
- 16 juillet 2002 : inauguration des travaux par le président de la République Jacques Chirac;
- 17 février 2003 : un quart du futur hall d'assemblage est hissé d'un seul coup : cela représente un ensemble de 8 000 tonnes, de 250 mètres de long et 150 m de large;
- 17 octobre 2004 : inauguration.

## Entreprises implantées
La première entreprise implantée est bien sûr Airbus avec le hall d'assemblage Jean-Luc Lagardère, le hall de pesée et le hall d'essai statique. Tous ces bâtiments ont été rendus nécessaires par les dimensions hors-normes de l'A380 qui ne pouvait pas utiliser les infrastructures existantes à Toulouse. Le site accueille également le pôle logistique qui accueille les tronçons de l'avion. À proximité, se trouve la société des Transports Capelle, le transporteur des tronçons de l'avion sur l'itinéraire à grand gabarit.
Sur 8 ha au sud-est de la zone, Air France Industries a déménagé ses activités d'entretien et réparations de petits porteurs situés auparavant sur l'ancien aéroport de Montaudran.
Enfin le reste de la zone est occupé par de nombreuses entreprises:
- la Société Industrielle aéronautique du Midi (SIDMI) qui fabrique des structures aéronautiques et l'entretien, la réparation et la modernisation d'avions d'affaires et régionaux;
- la société STTS, spécialisée dans les travaux d'étanchéité et de peinture sur des avions neufs ou en maintenance;
- une station de carburant EXXON;
- un centre technique (fourniture air comprimé, chaleur, électricité transformée, etc.) géré par Elyo Midi Océan.